# Kentroleuca
Kentroleuca is een geslacht van vlinders van de familie nachtpauwogen (Saturniidae), uit de onderfamilie Hemileucinae.

## Soorten
- K. albilinea (Schaus, 1908)
- K. boliviensis Brechlin & Meister, 2002
- K. brunneategulata Mielke & Furtado, 2006
- K. dukinfieldi (Schaus, 1894)
- K. griseoalbata Mielke & Furtado, 2006
- K. lineosa (Walker, 1855)
- K. novaholandensis Lemaire & C. Mielke, 2001
- K. spitzi Lemaire, 1971